# C-S-R三角形

C-S-R三角形の概略図。

C-S-R三角形（C S Rさんかっけい、C-S-R Triangle theory）は、植物の生存戦略に関する仮説であり、ジョン・フィリップ・グライムによって提唱された植物生態学の用語である。この仮説では植物の生活史を3種類に分類し、r-K戦略説よりも広い適用性を持っている。この仮説で示されている3つの生活史とは、ストレスが小さく撹乱が少ない生育場所に適応した競争戦略（C, Competition）、ストレスが強く撹乱の小さい生育場所に適応したストレス耐性戦略（S, Stress）、ストレスが小さく撹乱の大きい生育場所に適応した撹乱依存戦略（R, Ruderal）の3つである。なお、ストレスが強く撹乱の大きい場所に生育できる植物はないためこれは考慮しない。
ストレスの強さと撹乱の強さを縦軸、横軸にとった場合、3つの生存戦略が三角形のそれぞれの頂点に位置するため、「三角形」の名がある。

## 競争戦略

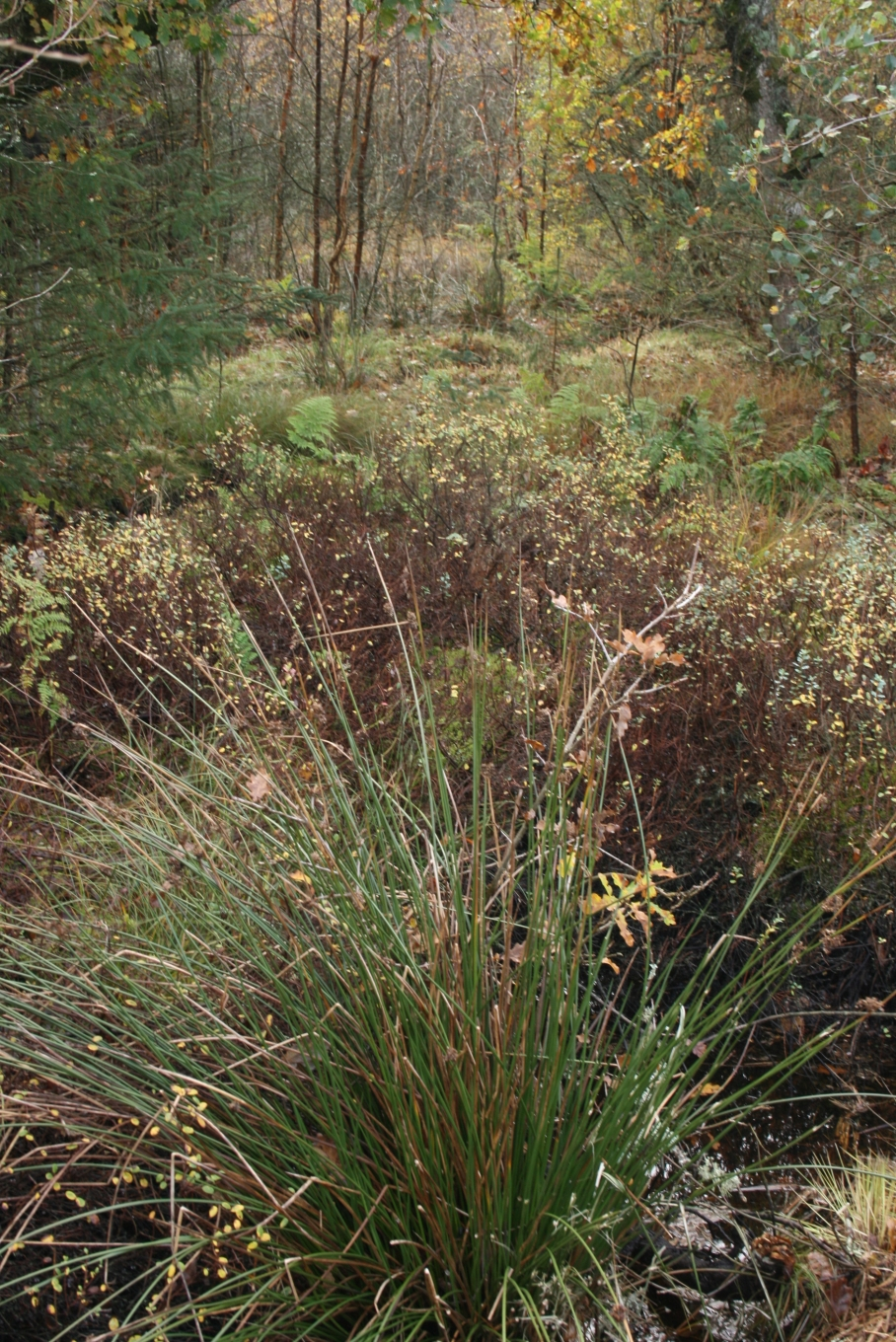
ストレス耐性（S）戦略を取る植物。前方にイグサ、後方にクロマメノキ、セイヨウメシダ、ヨーロッパシラカバが見える。

競争戦略をとる植物は、ストレスが小さく撹乱も小さい場所で生育し、他種との競争に勝利して旺盛に繁殖する。その戦略をとる種は、生長速度が速く、種子や地下茎などの繁殖器官の生産力が高く、高い表現型可塑性を示すといった、他種との競争に強い性質を持っている。

## ストレス耐性戦略
ストレス耐性戦略をとる植物種は、乾燥などのストレスが強く撹乱が小さい場所に生育している。これらの種は生長が遅く、寿命の長い葉を持ち、栄養分を多く貯蔵している。一般に表現型可塑性はあまり示さない。ストレス耐性戦略をとる植物は、環境ストレスに反応して生理学的な変化を起こすことで、ストレスへの耐性を高めている。そのような種は高山や乾燥した土地、日がほとんど当たらない環境、栄養分が乏しい土地、pHが高い土地などで生育している。

## 撹乱依存戦略
撹乱が大きくストレスが小さい場所では、撹乱依存戦略を取る植物が有利になる。撹乱依存戦略をとる植物は、生長が速く、短期間のうちに生活環を完了し、非常に多くの種子を生産する。これは雑草的な特徴であり、撹乱が起きたばかりの土地でこの戦略を取る植物がよく見られる。一年生植物に多い戦略である。